# Carl von Platen
Carl Baltzar Ernst von Platen, född 8 juli 1833 i Skeppsholms församling i Stockholm, död 10 april 1888 i Stockholm, var en svensk greve, godsägare och politiker.

## Biografi
Carl von Platen var son till greven och politikern Baltzar von Platen. Carl von Platen blev 1857 attaché vid svenska beskickningen i Paris och samma år löjtnant. 1860 blev han kammarherre hos änkedrottning Josefina och befordrades 1862 till ryttmästare. Han erhöll 1863 avsked från såväl kammarherrebefattningen som sin krigsbefattning 1863 men inträdde 1865 på nytt som kammarherre hos änkedrottning Josefina. 1868 blev han tjänstfri vid hovet. Han var 1873 anställd som uppvaktande hos Richard von Metternich då denne närvarade som Österrikes representant vid Oskar II:s kröning 1873. Carl von Platen var ledamot av riksdagens första kammare 1873-1882 och blev 1876 överstekammarjunkare och skattmästare vid Kungl. Maj:ts orden. Han var även utomordentligt sändebud till kungen av Bayern och kungen av Danmark i samband med drottning Josefinas död 1876. Han uppvaktade 1886 Ludvig I av Portugal i samband med dennes besök i Stockholm och blev senare samma år överstekammarherre.
Carl von Platen var ägare till Stora Sundby slott, Kristinelunds herrgård, Yxtaholm och delar av Strömsbergs, Ullfors, Vesslands och Utansjö bruk och ägde även en fastighet i Stockholm.
Med greve Carl Baltzar Ernst utdog 1888 den grevliga ätten. Han är begravd på Öja kyrkogård.

## Utmärkelser

### Svenska utmärkelser
- Kommendör med stora korset av Nordstjärneorden, 28 april 1884.[9]
- Kommendör av första klassen av Nordstjärneorden, 29 april 1876.[9]
- Riddare av Nordstjärneorden, 1 december 1872.[9]

### Utländska utmärkelser
- Storkorset av Bayerska Sankt Mikaelsorden, 19 juni 1876.[9]
- Storkorset av Danska Dannebrogorden, 13 juni 1876.[9]
- Riddare av Nederländska Lejonorden, 3 juni 1860.[9]
- Storkorset av Portugisiska Kristusorden, 24 augusti 1886.[9]
- Riddare av tredje klassen av Preussiska Kronorden, 18 oktober 1861.[9]
- Riddare av tredje klassen av Ryska Sankt Annas orden, 26 juli 1859.[9]
- Kommendör med kraschan av Österrikiska Frans Josefsorden, 6 juni 1873.[9]